# Rainer Brandt (Heimatforscher)
Rainer Brandt (* 29. Mai 1945 in Bremervörde) ist ein deutscher Heimatforscher und -schriftsteller.

## Werdegang
In Bremervörde 1945 Ecke Brackmannstraße geboren, besuchte Rainer Brandt die Volksschule in der Stadtmitte und anschließend die Mittelschule in der Neuen Straße. Brandt begann 1962 eine Ausbildung bei der Verwaltung der Stadt Bremervörde und studierte am Nieders. Studieninstitut f. Kommunen zum Diplom. Dann wurde er Leiter des Amtes für Wirtschaftsförderung, Kultur und Personalangelegenheiten, ab 1993 Dezernent der Stadtverwaltung und städtischer Direktor. Zuletzt Erster Stadtrat und 2002 schied er aus dem kommunalen Dienst aus.

## Liebe zur Heimatgeschichte
Anfang der 1970er Jahre ging er mit seiner Liebe zur Heimatgeschichte an die Öffentlichkeit. Ende der 1970er legte er einen beachteten Aufsatz über das Leben des Bremervörder Schiffers Diedrich Schnackenberg vor. Es folgten weitere 25 Bücher und Dutzende von Artikeln in Zeitungen, die sich mit der Geschichte der Stadt Bremervörde und des Ostelandes beschäftigen.
Zu seinen bedeutenden Werken der Heimatliteratur zählen unter anderem die Chronik „Bremervörde – Bilder aus der Geschichte einer Stadt“, die er 1987 mit Elfriede Bachmann vorlegte, wobei der 2. Teil „Von 1866 bis in die Gegenwart“ aus der Feder von Rainer Brandt stammt. Seine persönlichen Erinnerungen, beginnend in den 1950er Jahren und verknüpft mit der Bremervörder Kleinstadtgeschichte, schrieb er in „Ecke Brackmannstraße“ (erschienen 1992). „Geliebtes, altes Bremervörde“ erschien 2002 als Festbuch zum Jubiläum 150 Jahre Bremervörde (2002). Und als neustes Buch hat er 2016 das Buch „Bremervörder Geschichten“ geschrieben; 30 Geschichten über besondere Personen und Persönlichkeiten in der Geschichte Bremervördes.
Im Jahr 2005 beteiligte sich der schreibfreudige „Heimatforscher“ Brandt neben einem historisch interessierten Pastor und Fotofan sowie einem engagierten Landwirt am „OsteChronik-Team“ und erstellten eine interessante Website über den Heimatfluss Oste.
Brandts Beiträge behandeln die „Osteschifffahrt“ und er steuert aussagekräftige Bilder aus seiner umfangreichen Sammlung bei. In den „Hafenerinnerungen“ werden spannende Erinnerungen an die vielfältigen Aufgaben der Bremervörder Stauer zu einer Zeit ohne Telefon beschrieben.

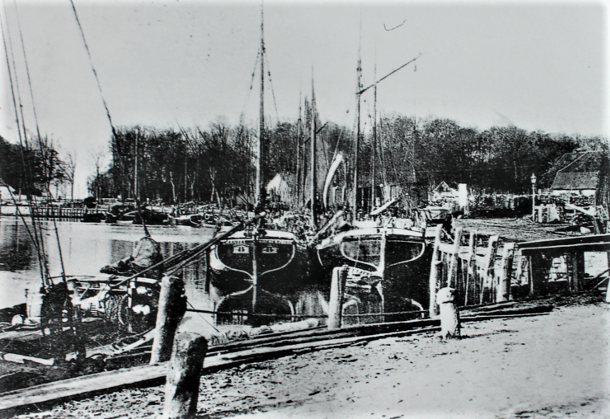
Um 1900 Osteewer
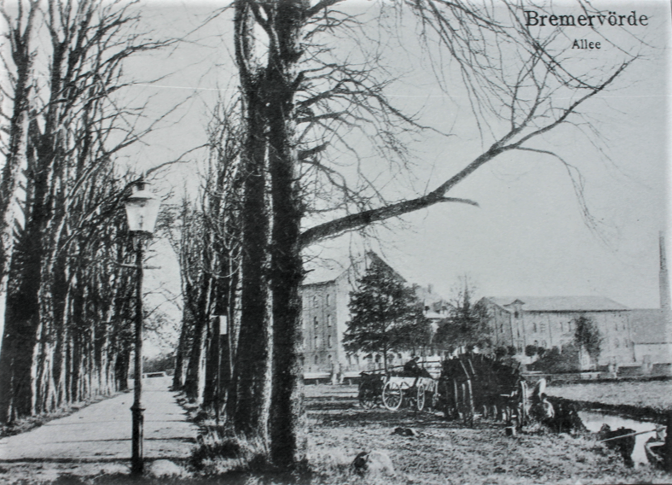
1908 Torfhafen Amtsallee
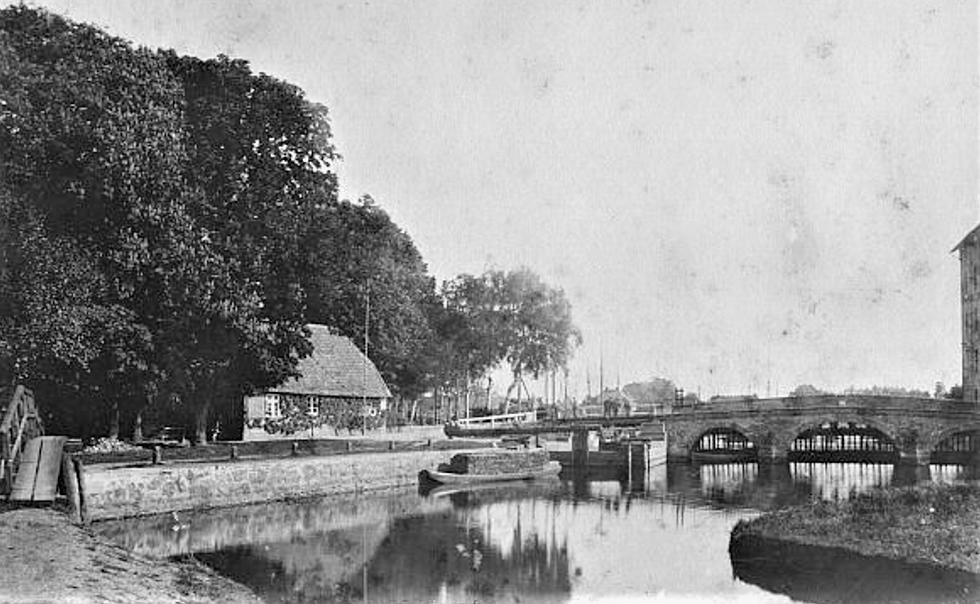
Um 1900 Schleuse Amtsallee
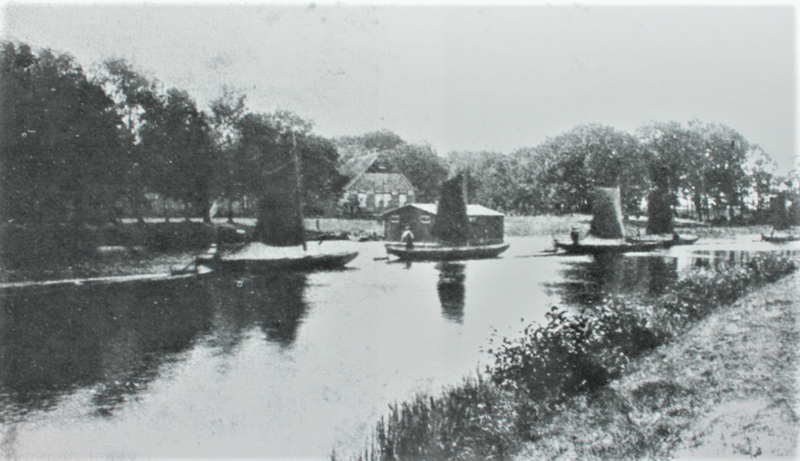
um 1910 Heimfahrt der Torfschiffe
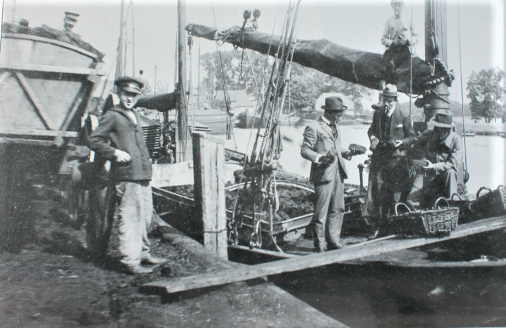
Torf, Qualitätskontrolle
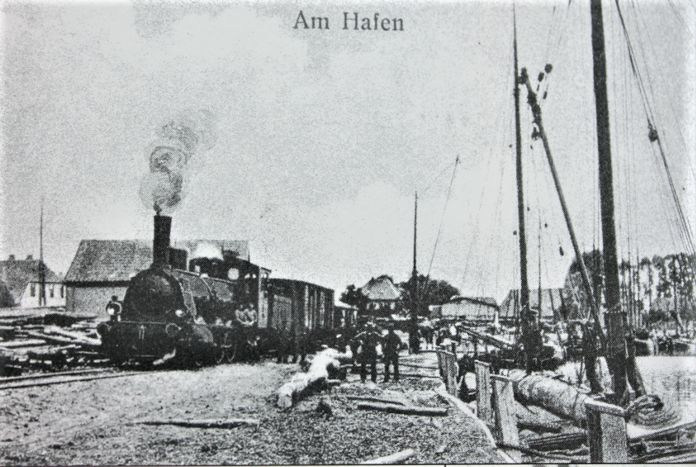
um 1910 Hafenbahn
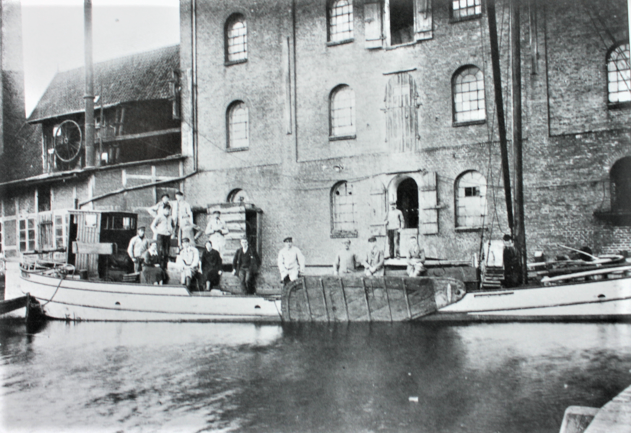
Um 1910 Ladung für die Mühlenwerke

## Ehrenamt
1988 übernahm er ehrenamtlich den Vorsitz des DRK-Kreisverbandes Bremervörde und engagiert sich unter anderem besonders für den Rettungsdienst, die Trägerschaft für drei Kindertagesstätten und für ein Mehrgenerationenhaus. Sein Einsatz gilt außerdem Alzheimerselbsthilfegruppen, dem Blutspendedienst und der Breitenausbildung für Ersthelfer. Außerdem war er ehrenamtlicher Aufsichtsratsvorsitzender der Sozialstation Bremervörde / Geestequelle GmbH. Nach 24 Jahren ist er dann als Ehrenvorsitzender von diesem Ehrenämtern zurückgetreten.

## Ehrungen
- 2002: Stadtmedaille in Silber der Stadt Bremervörde
- 2003: Ehrenzeichen des Deutschen Roten Kreuzes
- 2008: Goldener Hecht (für seinen Einsatz um die Heimatpflege in der Region „Osteland“)
- 2011: Bundesverdienstkreuz am Bande

## Werke
- 1987: Bremervörde – Bilder aus der Geschichte einer Stadt (Bildband)
- 1992: Ecke Brackmannstraße
- 2002: Geliebtes, altes Bremervörde
- 2016: Bremervörder Geschichten